# Jean-Christophe Lafaille
Jean-Christophe Lafaille (Gap, 31 de março de 1965 - desaparecido no Makalu, 29 de janeiro de 2006) foi um alpinista francês.
Ele foi casado com Katia e teve com ela dois filhos: Marie (JC Lafaille deu o nome dela a um pico, o Marie Ri) e Tom (que deu seu nome a uma rota no Nanga Parbat).

## Feitos
- 1992: Primeira experiência no Himalaia. Ele tenta com Pierre Beghin escalar a face sul do Annapurna (8091 m). Pierre Beghin sofre uma queda mortal a 7000 m, levando com ele todo o material. Lafaille levará 5 dias para descer sozinho com um braço quebrado após uma ter sido atingido por uma pedra que caía.
- 1993: Ascensão da sua primeira montanha com mais de 8000 metros sem auxílio de oxigênio, o Cho Oyu (8201 m), pela via Polonesa.
- 1994: Inauguração em solitário e sem oxigênio de uma nova via na face norte do Shishapangma (8027 m), a mais bela realização no Himalaia daquele ano, pela qual ele receberia mais tarde o Cristal d’Or da Federação francesa da montanha e da escalada (Fédération française de la montagne et de l'escalade).
- 1995: Tentativa solitária no pilar Bonnington na face sul do Annapurna.
- 1996: Ascensão em solitário, sem oxigênio e em menos de quatro dias, do Gasherbrum II (8035 m) e do Gasherbrum I (8068 m). Inauguração de uma nova via na face nordeste do Gasherbrum I.
- 1997: Ascensão da face oeste do Lhotse (8516 m) sem oxigênio. Tentativa de ascensão do Dhaulagiri (8167 m) no inverno e em solitário. Por causa da quantidade de neve, Lafaille não chegará nem a alcançar o campo de base.
- 1998: Lafaille retorna pela terceira vez à face sul do Annapurna. Num acidente, um sherpa desaparece. A expedição é cancelada.
- 2000: primeira ascensão solitária da face norte direta do Manaslu (8163 m). Atinge o topo em 5 de maio.
- 2001: Primeira expedição francesa da via Cesen no segundo mais alto pico do mundo, o K2 (8611 m), sem oxigênio (chegada no topo em 22 de julho).
- 2002: Primeira mundial da aresta leste do Annapurna (8091 m) ida e volta (chegada no topo em 16 de maio às 10h da manhã) sem oxigênio.
- 2003: Ascensão sem oxigênio de três picos com mais de 8000 metros num período de dois meses: o Dhaulagiri (8167 m) em solitário, o Nanga Parbat (8126 m) (onde ele abre uma nova via, Tom) e o Broad Peak (8047 m).
- 2004: Primeira invernal do Shishapangma (8027 m) em solitário, sem oxigênio. Ele inaugura igualmente uma variante com cerca de 1000 m. Essa foi a primeira ascensão em solitário de um pico com mais de 8000 m no inverno.

Faltavam-lhe o Makalu (8 463 m), o Everest (8 850 m) e o Kangchenjunga (8 586 m) para se tornar o primeiro francês a escalar todas as 14 montanhas com mais de 8000 m.

## Desaparecimento
Lafaille foi declarado desaparecido em 29 de janeiro de 2006. Ele não dera nenhuma notícia desde 26 de janeiro, quando tentava a ascensão invernal do Makalu sem oxigênio e em "técnica alpina" (sem preparação anterior da via com cordas fixas e escadas, e sem campos intermediários pesados, a fim de poder avançar mais rapidamente). A última comunicação ocorreu na quinta-feira, dia 26 de janeiro, quando ele se encontrava a 7600 metros, na véspera do assalto final. Ele iria partir na quinta-feira à noite e deveria chegar no topo na sexta-feira. O contato previsto na sexta-feira, após essa tentativa, jamais ocorreu. Sua equipe chegou a pensar que seu silêncio seria devido a uma pane das baterias de seu telefone via satélite, que estavam quase descarregadas quando do último contato, ou a uma pane técnica de transmissão. Sem notícias, sua equipe pede o início de buscas aéreas no domingo, dia 29 de janeiro.
As buscas revelam-se infrutíferas, e Jean-Christophe Lafaille é oficialmente dado como morto. Seu corpo nunca foi encontrado.